# Erbaluce di Caluso
Erbaluce di Caluso of Caluso is een witte wijn uit Piëmont die gemaakt wordt van de druivensoort Erbaluce.
Er is veel variatie binnen deze wijn. Zo wordt er zowel een stille droge witte wijn als een spumante en passito gemaakt alsook een passito riserva. De wijn ontving in 2010 de DOCG-status na in 1998 de DOC-status gekregen te hebben. In 1998 is de versterkte witte zoet (liquoroso) teruggetrokken waardoor deze niet onder de DOCG-status valt.

## Productiegebieden
De wijn wordt geproduceerd in: 
- provincie Torino in de gemeenten Agliè, Azeglio, Bairo, Barone, Bollengo, Borgomasino, Burolo, Caluso, Candia Canavese, Caravino, Cossano Canavese, Cuceglio, Ivrea, Maglione, Mazzè, Mercenasco, Montalenghe, Orio Canavese, Palazzo Canavese, Parella, Perosa Canavese, Piverone, Romano Canavese, San Giorgio Canavese, San Martino Canavese, Scarmagno, Settimo Rottaro, Strambino, Vestignè, Vialfrè, Villareggia en Vische
- provincie Vercelli in de gemeente Moncrivello
- provincie Biella in de gemeenten Roppolo, Viverone en Zimone

## Productie-eisen
Het rendement mag maximaal 11 ton per hectare bedragen. Het alcoholpercentage moet minimaal 11% zijn. Voor de Spumante is dit 11,5% en voor de Passito is dit 17%.
De spumante kent een  traditionele methode van tweede gisting op fles, met een minimale periode "sur lie" van 15 maanden. De passito moet minimaal een suikergehalte van 29% hebben. De passito kent een verplichte veroudering van 36 maanden en de passito riserva van 48 maanden.